# فرضیه ملکه سرخ
فرضیه ملکه سرخ که با عنوان مسابقه ملکه سرخ یا اثر ملکه سرخ نیز شناخته می‌شود یک فرضیه تکاملی است که پیشنهاد می‌کند که موجودات زنده باید به‌طور مداوم انطباق، تکامل و تکثیر داشته باشند تا نه فقط پیشرفت در تولید مثل داشته‌باشند، بلکه در برابر موجودات زنده دیگر در یک محیط زیست دائماً در حال تغییر زنده بمانند. این فرضیه در نظر دارد دو پدیده مختلف را توضیح دهد: توضیح نرخ ثابت انقراض مشاهده‌شده در مدارک دیرینه‌شناسی که به خاطر تکامل همزمان بین گونههای رقیب اتفاق می‌افتد و توضیح منافع تولید مثل جنسی (در برابر تولید مثل غیرجنسی) در سطح افراد.
لی ون ولن این فرضیه را برای توضیح «قانون انقراض» پیشنهاد داد، که در بسیاری از جمعیت احتمال انقراض به عمر جمعیت بستگی ندارد و به جای آن برای یک جمعیت داده شده برای بیش از میلیون‌ها سال ثابت است. این می‌تواند توسط هم‌فرگشتی گونه‌ها توضیح داده‌شود که در آن گونه‌های موجود با فرض سازگار بودن وابستگی هم‌فرگشتی آنها با هم تکامل می‌یابند. این روابط از طریق همزیستی به وجود آمده کامل‌تر شود و بقای دو گونه را بیشتر می‌کند. در واقع یک سازگاری در یک جمعیت از یک گونه (به عنوان مثال شکارچیان با انگل) می‌تواند فشار انتخاب طبیعی در یک جمعیت از گونه‌های دیگر (به عنوان مثال طعمه‌ها، میزبانها) را بیشتر کند که اگر یک بازخورد مثبت رخ دهد و یک هم‌فرگشتی پویای بالقوه اتفاق می‌افتد.

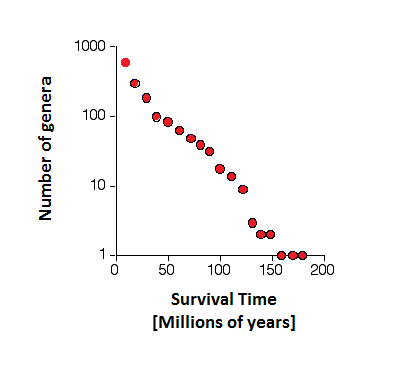
ملکه قرمز در جنس سرده: رابطه خطی بین زمان بقا و لگاریتم تعداد رده تنشان می‌دهد که احتمال انقراض در طول زمان ثابت است. ترسیم دوباره از لی ون ولن (۱۹۷۳).

## وجه تسمیه
این پدیده از یک جمله که شخصیت ملکه سرخ به آلیس در رمان لوئیس کارول با نام آلیس در سرزمین عجایب در توضیح ماهیت زمین شبیه‌شیشه گفت:
اکنون، اینجا، می‌توانی ببینی، تا جایی که می‌توانی باید بدوی تا در جای سابقت بمانی.
ون ولن مبدع فرضیه «ملکه سرخ» از این استفاده کرد از آنجا که بر اساس این تفسیر گونه باید «بدود» یا به منظور باقی ماندن در همان محل تکامل بیابد یا منقرض شود.